# Tirol Cycling Team/Saison 2015
Dieser Artikel listet Erfolge und Fahrer des Radsportteams Tirol in der Saison 2015 auf.

## Erfolge in der UCI Europe Tour
| Datum       | Rennen                             | Kat. | Fahrer            |
| ----------- | ---------------------------------- | ---- | ----------------- |
| 12. März    | Prolog Istrian Spring Trophy       | 2.2  | Lukas Pöstlberger |
| 29. April   | 1. Etappe Carpathian Couriers Race | 2.2U | Alexander Wachter |
| 17.–24. Mai | Gesamtwertung An Post Rás          | 2.2  | Lukas Pöstlberger |
| 11. Juli    | 7. Etappe Österreich-Rundfahrt     | 2.HC | Lukas Pöstlberger |

## Abgänge – Zugänge
| Zugänge                    | Team 2014                    | Abgänge            | Team 2015                     |
| -------------------------- | ---------------------------- | ------------------ | ----------------------------- |
| Mario Schoibl              | Gourmetfein Simplon Wels     | Gregor Mühlberger  | Team Felbermayr Simplon Wels  |
| Sebastian Schönberger      | Gourmetfein Simplon Wels     | Josef Benetseder   | Hrinkow Advarics Cycleangteam |
| Benjamin Brkic             | Neoprofi                     | Dominik Hrinkow    | Hrinkow Advarics Cycleangteam |
| Markus Freiberger          | Neoprofi                     | Hannes Kapeller    | Karriereende                  |
| Fabian Morianz             | Neoprofi                     | Tobias Derler      | Unbekannt                     |
| Michael Gogl (ab 11. Juni) | Team Felbermayr Simplon Wels | Tobias Derler      | Unbekannt                     |
|                            |                              | Clemens Fankhauser | Hrinkow Advarics Cycleangteam |

## Mannschaft
| Name                  | Geburtstag         | Nationalität |
| --------------------- | ------------------ | ------------ |
| Patrick Bosman        | 16. Januar 1994    | Österreich   |
| Benjamin Brkic        | 2. Oktober 1996    | Österreich   |
| Markus Freiberger     | 19. Dezember 1995  | Österreich   |
| Michael Gogl          | 4. November 1993   | Österreich   |
| Fabian Morianz        | 7. November 1996   | Österreich   |
| Lukas Pöstlberger     | 10. Januar 1992    | Österreich   |
| Stefan Praxmarer      | 1. März 1989       | Österreich   |
| Florian Schipflinger  | 4. März 1995       | Österreich   |
| Mario Schoibl         | 25. Juni 1990      | Österreich   |
| Sebastian Schönberger | 14. Mai 1994       | Österreich   |
| Patrick Schultus      | 27. Januar 1994    | Österreich   |
| Mario Stock           | 17. September 1995 | Österreich   |
| Alexander Wachter     | 21. Januar 1995    | Österreich   |
| Martin Weiss          | 15. April 1991     | Österreich   |
| David Wöhrer          | 14. Februar 1990   | Österreich   |